# Ausscheideordnung
Ausscheideordnungen sind neben dem Rechnungszins die wichtigsten Rechnungsgrundlagen der privaten Lebens- und Krankenversicherung.  Sie beschreiben den durch Ausscheideursachen wie Tod oder Invalidität verursachten Schrumpfungsprozess einer Personengruppe.
Ausscheideordnungen werden zur Kalkulation von Prämien und Deckungsrückstellungen verwendet. Auch bei der Bewertung der Verpflichtungen aus der betrieblichen Altersversorgung finden Ausscheideordnungen Anwendung.
In einer Sterbetafel wird die Minderung eines fiktiven Kollektivs von Neugeborenen während meist 100 oder 120 Jahren durch Todesfälle dargestellt.
Zur Berechnung von Berufs- und Erwerbsunfähigkeitsrenten werden Invalidentafeln verwendet. Es werden Wahrscheinlichkeiten für Invalidisierung (Eintritt der Berufs- oder Erwerbsunfähigkeit), Reaktivierung (Gesundung und damit Rückkehr in das normale Erwerbsleben der „Aktiven“) und Sterblichkeit angesetzt.